# Klippen von Coreca

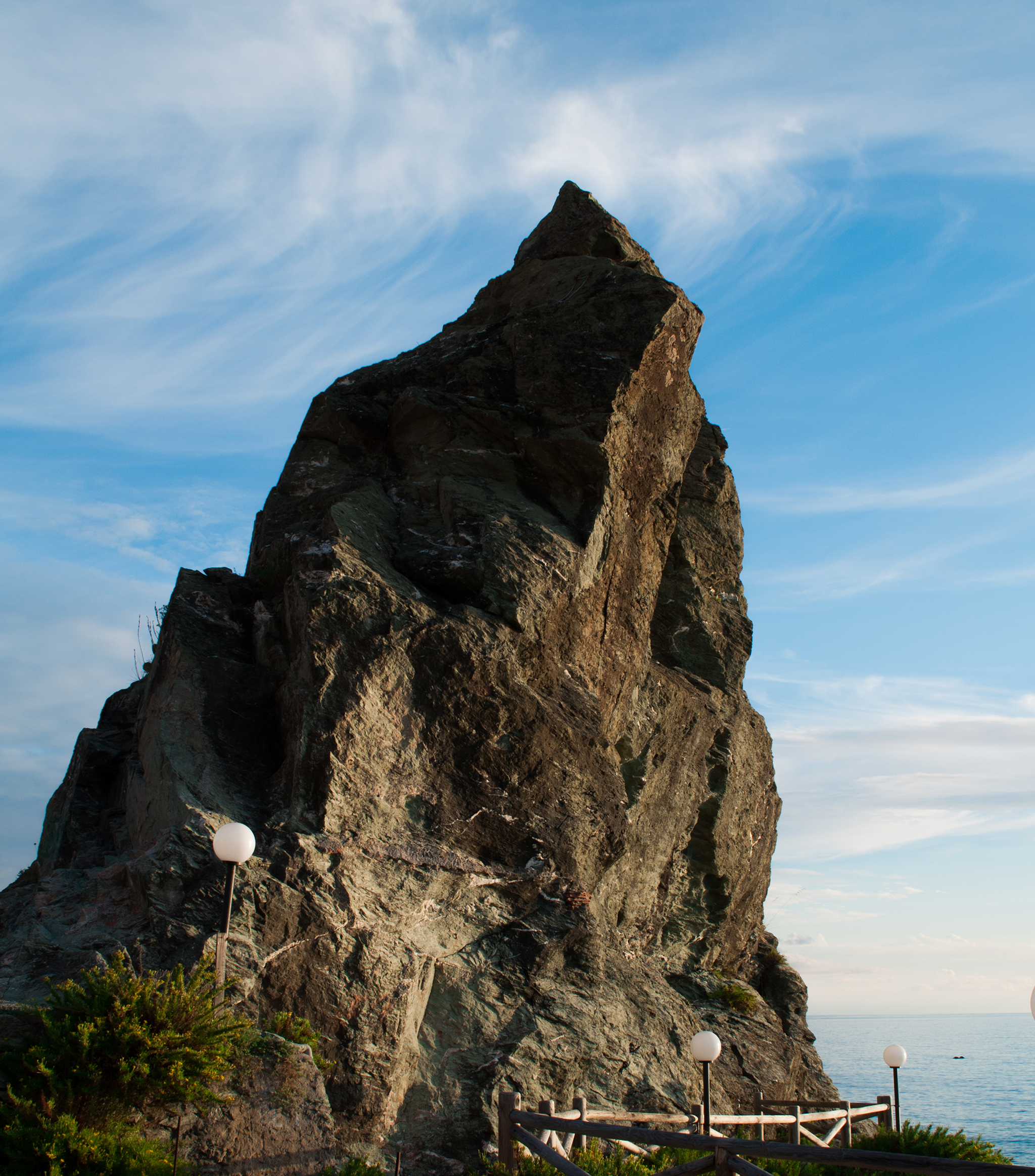
Eine der Scogli di Coreca

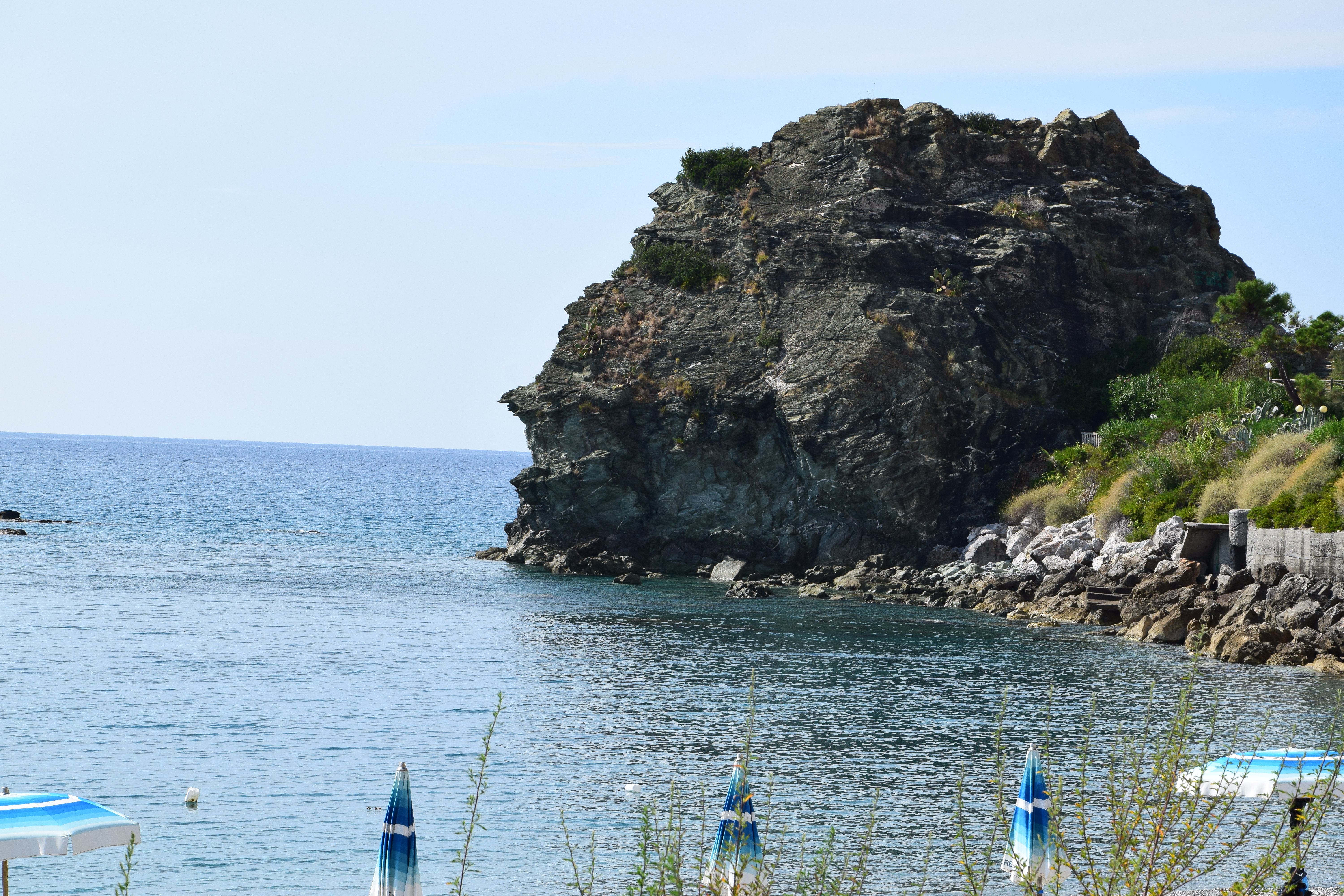
Eine weitere Klippe vor Coreca

Als Klippen von Coreca, Scogli di Coreca, werden Felsen vor der westlichen Küste Kalabriens bezeichnet. Die zehn Inseln, von denen Capoto mit einer Fläche von 50 m² die größte ist, gehören zur frazione Coreca. Mit Blick auf die staatliche Verwaltung gehören die Inseln zur Kommune Amantea in der Provinz Cosenza. Sie verteilen sich auf ein Gebiet, das von der Località „La Tonnara“ bis zum Küstensaum vor Coreca reicht. Die Felsen bestehen aus grünem Serpentin, durchzogen von weißem Kalkstein.

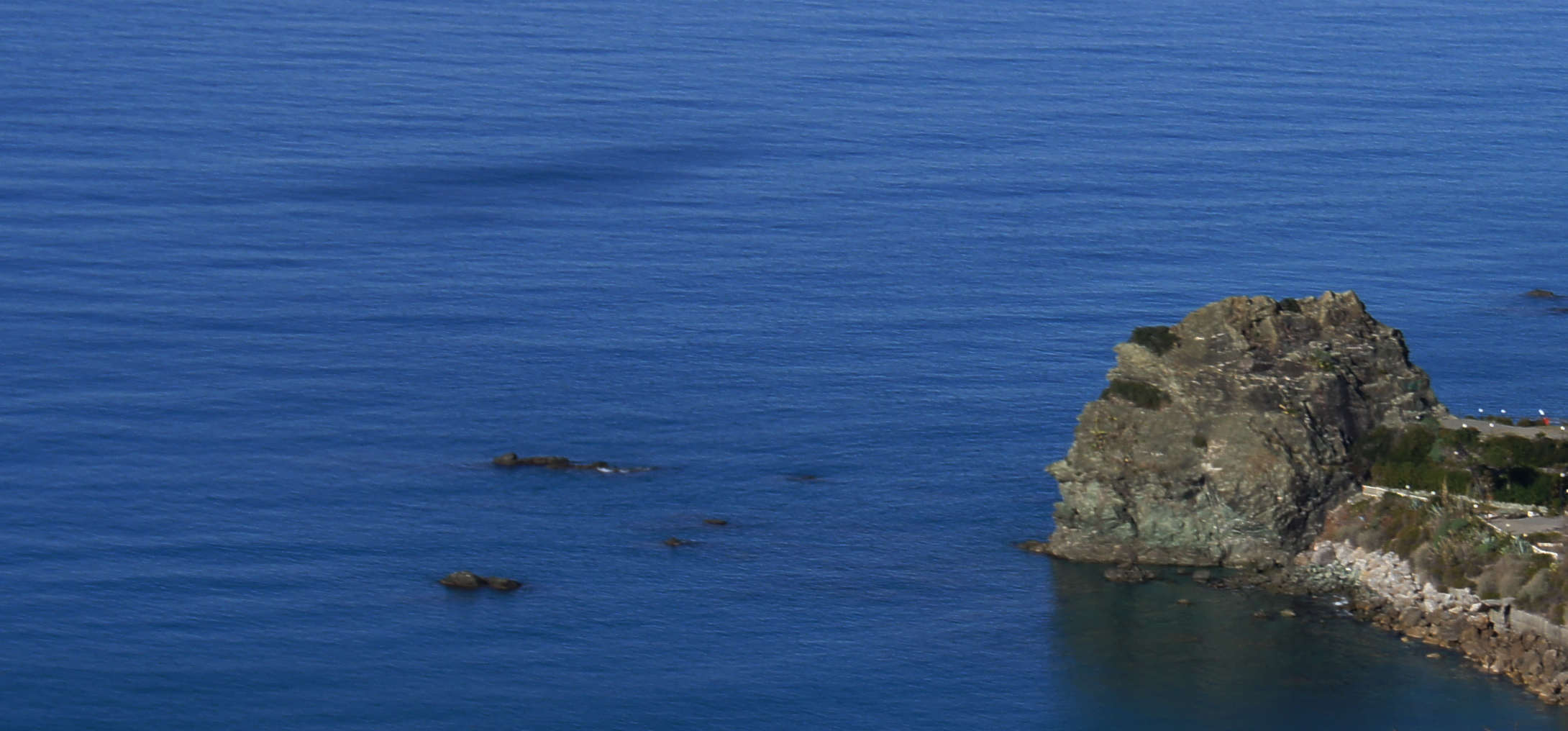

Die zehn Felsen sind neben Capoto die Klippen Formica, Ginario, Longarino, Piccirillo, Tirolé (auch Pirolé) und die vier Scuagli da Funtana. 
Während sich bis in die 1980er Jahre die Lega Italiana Protezione Uccelli um den Schutz der Brutgebiete für Seevögel bemühte, sind diese heute weitgehend verschwunden. Zu den Ursachen zählt ein illegaler Hotelbau. 2015 begann der Streit um eine gewaltige Barriere, die vor dem Felsen von Coreca errichtet werden sollte, den schon Odysseus „Koreca petre“ genannt haben soll, ‚Krähenfelsen‘. Eine Bürgerinitiative versuchte das Vorhaben zu verhindern, da der Felsen ihrer Ansicht nach gar nicht gefährdet war.

## Belege
1. ↑  Mimmo Martinucci: Sognando le isole italiane. Guida per radioamatori, Bd. 4: Tutte le isole del mar Tirreno e del mar Jonio, Sandit Libri, Albino 2007, S. 62.
2. ↑  Enzo Fera: Amantea. La terra, gli uomini, i saperi, Pellegrini Editore, 2000, S. 7.
3. ↑  Intervento sulla massicciata a protezione dello scoglio di Coreca, Comitato Civico Natale de Grazia.

Koordinaten: 39° 5′ 42,4″ N, 16° 4′ 51,9″ O